# 2005년 프랑스 폭동

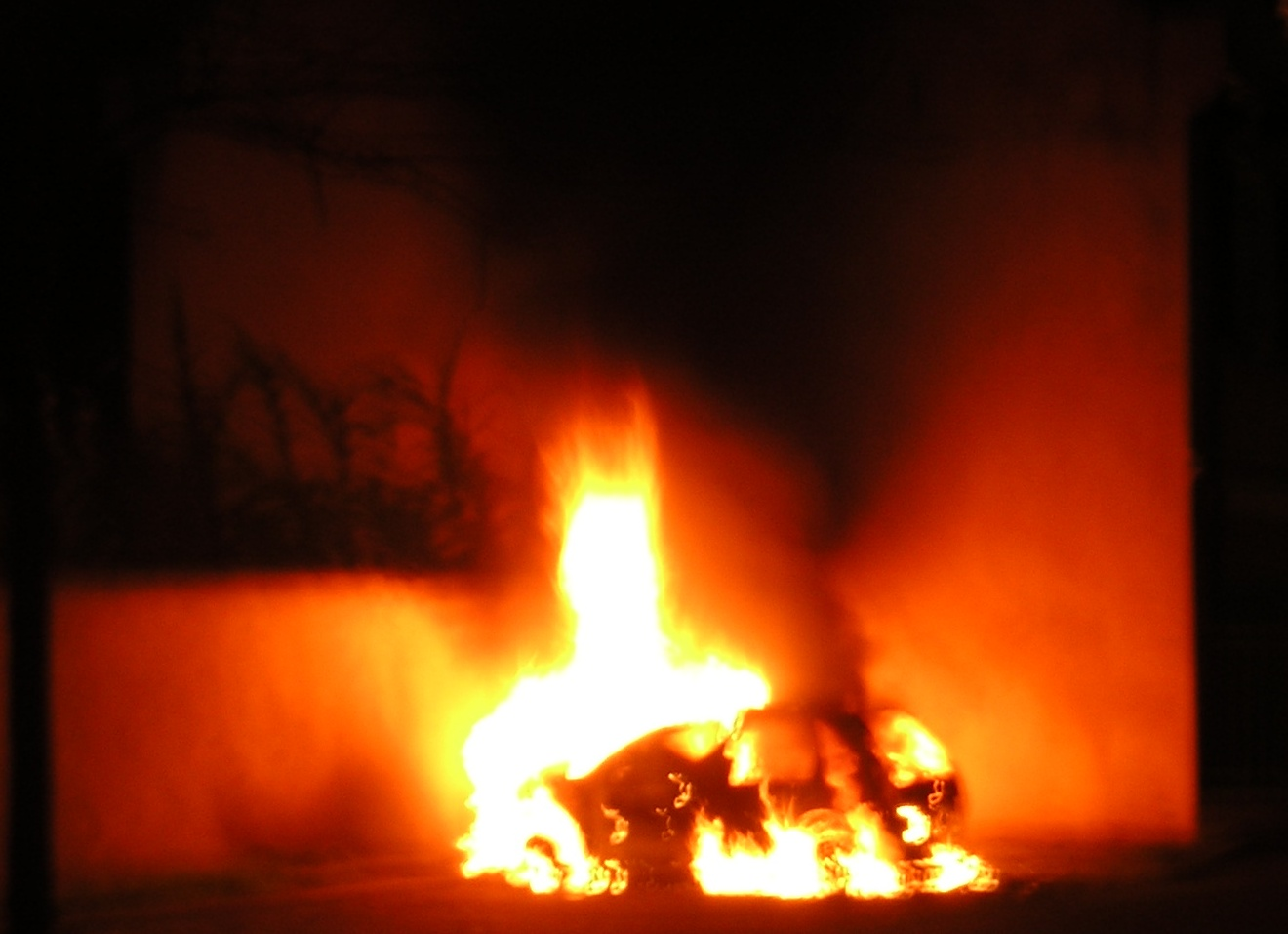
11월 5일 스트라스부르에서 일어난 차량 방화

2005년 프랑스 소요사태(줄여서 말하면 파리 소요사태)는 프랑스와 인접 유럽 국가들에서 일어난 연쇄적인 차량 방화 사건 및 이민자 청소년들과 경찰 사이의 충돌이다. 가난한 이민자들이 모여 사는 프랑스의 교외 지대에서 동시다발적으로 소요사태가 발생했으며, 자동차나 공공 건물에 불을 지르거나 경찰을 공격하는 형태를 띠었다.
공식 통계에 따르면 소요사태의 처음 20일 동안에 8973대의 차량이 불탔고 2888명이 체포되었으며 1명의 사망자가 발생하였고 126명의 경찰이 부상당했다. 2005년 12월 10일 자크 시라크 대통령이 참석한 각료회의에서 3개월의 비상사태를 선포하였다.

## 발생
2005년 10월 27일 클리시수부아(Clichy-sous-bois)에서 세 십대 소년이 경찰의 추격을 피해 변전소에 들어갔다가 두 명이 감전되어 사망하고 한 명은 심각한 부상을 입은 사건이 발생하였다. 최초의 폭력 사태는 두 소년이 경찰로부터 도망치다가 죽게 되었다고 생각한 클리시수부아 청년들에 의해 시작되었다. 그러나 프랑스 경찰과 정부는 경찰이 이들 소년을 추격한 적이 없다는 입장을 견지하였다. 감전 사망 사고 이후 이어진 폭동에서 진압 경찰이 모스크에 최루탄을 발사하고 당시 내무부 장관인 니콜라 사르코지(Nicolas Sarkozy)의 강경 발언이 이어지면서 상황이 악화되었다.

## 사건 현황
매일 밤 주차된 차량, 운행 중인 버스, 창고, 보육원 등 대상을 가리지 않고 방화와 기물 파괴 행위가 발생하고 있다. 한동안 클리시수부아가 위치한 센생드니주를 중심으로 파리 교외 지역에 사건이 집중되었으나 곧 프랑스 전국의 이민자 집중 지역들로 소요 사태가 확산되었다. 2005년 11월 5일 밤 최초로 파리 중심가 레퓌블리크 광장(Place de la République)에서 차량 방화 사건이 발생하였다

## 원인
직접적 원인은 클리시수부아에서 감전사한 두 소년의 죽음이다. 그러나 보다 근본적으로는 소외받고 차별받아 온 이민자 출신 교외 거주 청소년의 울분이 감전사 사건으로 인해 폭발했다고 여겨지고 있다.